# Samar (Ukraine)
Samar (en ukrainien : Самар) est une ville de l'oblast de Dnipropetrovsk, en Ukraine, et le centre administratif du raïon de Novomoskovsk. Sa population s'élevait à 70 230 habitants en 2021.

## Géographie
Novomoskovsk est arrosée par la rivière Samara, un affluent du Dniepr. Elle se trouve à 28 km au nord-est de Dnipro et à 395 km au sud-est de Kiev.

## Histoire
Un établissement cosaque, Samartchyk (ou Novoselisty), existe à l'emplacement de la ville actuelle à la fin du XVIIe siècle. Il devient par la suite un important centre des Cosaques Zaporogues. En 1784, Samartchyk devient la ville d'Ekaterynoslav, centre du gouvernement d'Ekaterynoslav. Plus tard, Ekaterynoslav est déplacée en raison de sa situation défavorable au bord du Dniepr et devient Dnipropetrovsk aujourd'hui Dnipro. Depuis cette époque, le reste de la ville forme Novomoskovsk, qui signifie « Nouveau Moscou ».

## Population
Recensements ou estimations de la population :
| 1897*  | 1923*  | 1926*  | 1939*  | 1959*  | 1970*  |
| ------ | ------ | ------ | ------ | ------ | ------ |
| 12 883 | 14 794 | 15 137 | 37 006 | 44 243 | 61 013 |

| 1979*  | 1989*  | 2001*  | 2008   | 2009   | 2010   |
| ------ | ------ | ------ | ------ | ------ | ------ |
| 69 245 | 75 608 | 72 439 | 69 485 | 69 882 | 70 096 |

| 2011   | 2012   | 2013   | 2014   | 2015   | 2016   |
| ------ | ------ | ------ | ------ | ------ | ------ |
| 70 547 | 70 640 | 70 787 | 71 299 | 71 488 | 71 427 |

| 2017   | 2018   | 2019   | 2020   | 2021   | - |
| ------ | ------ | ------ | ------ | ------ | - |
| 71 111 | 70 749 | 70 550 | 70 357 | 70 230 | - |

## Patrimoine
Novomoskovsk est renommée pour sa Sviato-Troïtskyï (1778) construite en bois sans aucun clou par Yakym Pohrybniak, le monastère Saint-Nicolas-du-Désert de Samar.

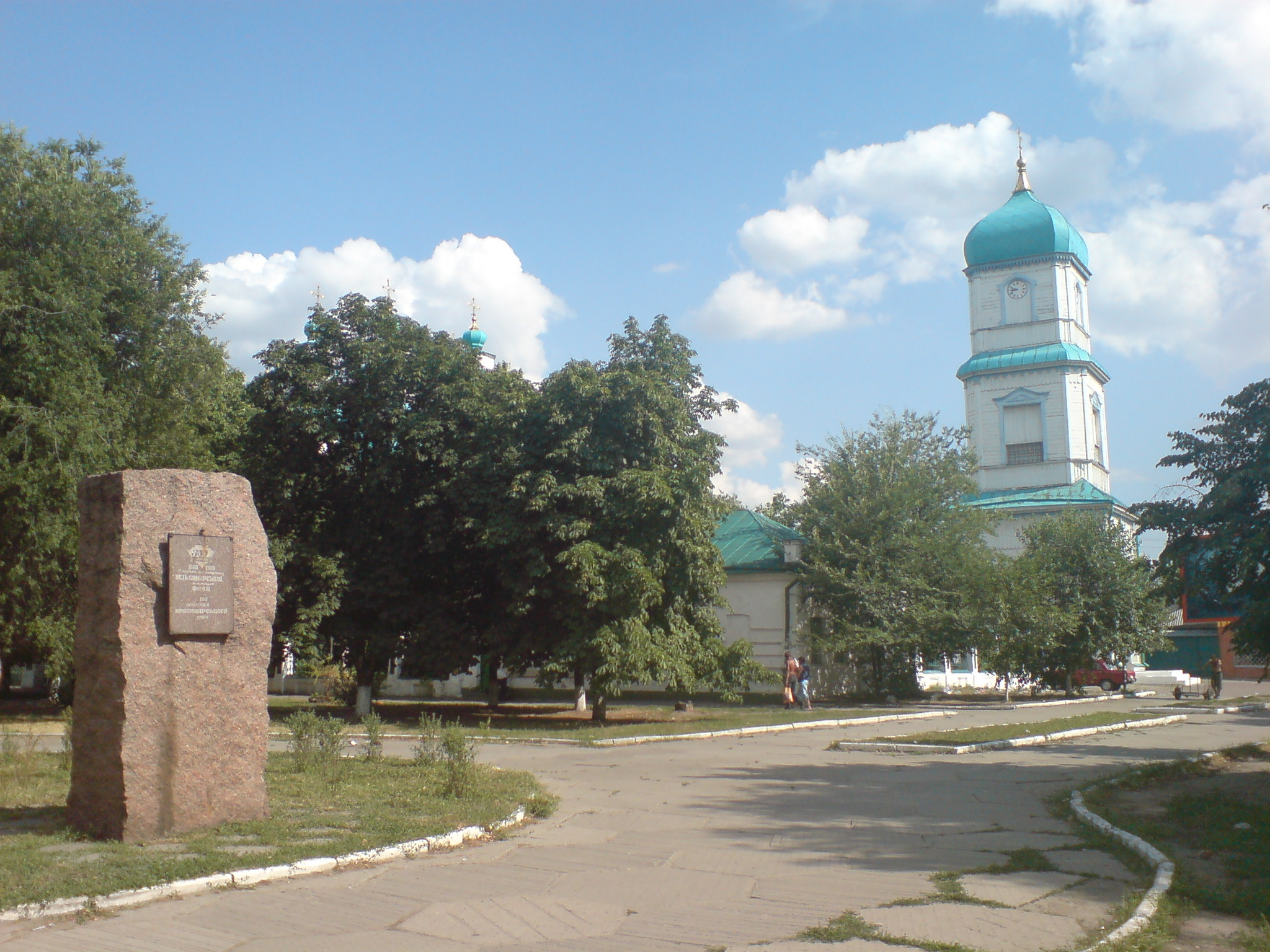
Monument aux trois cents ans de la fondation de Novomoskovsk, classé[2],
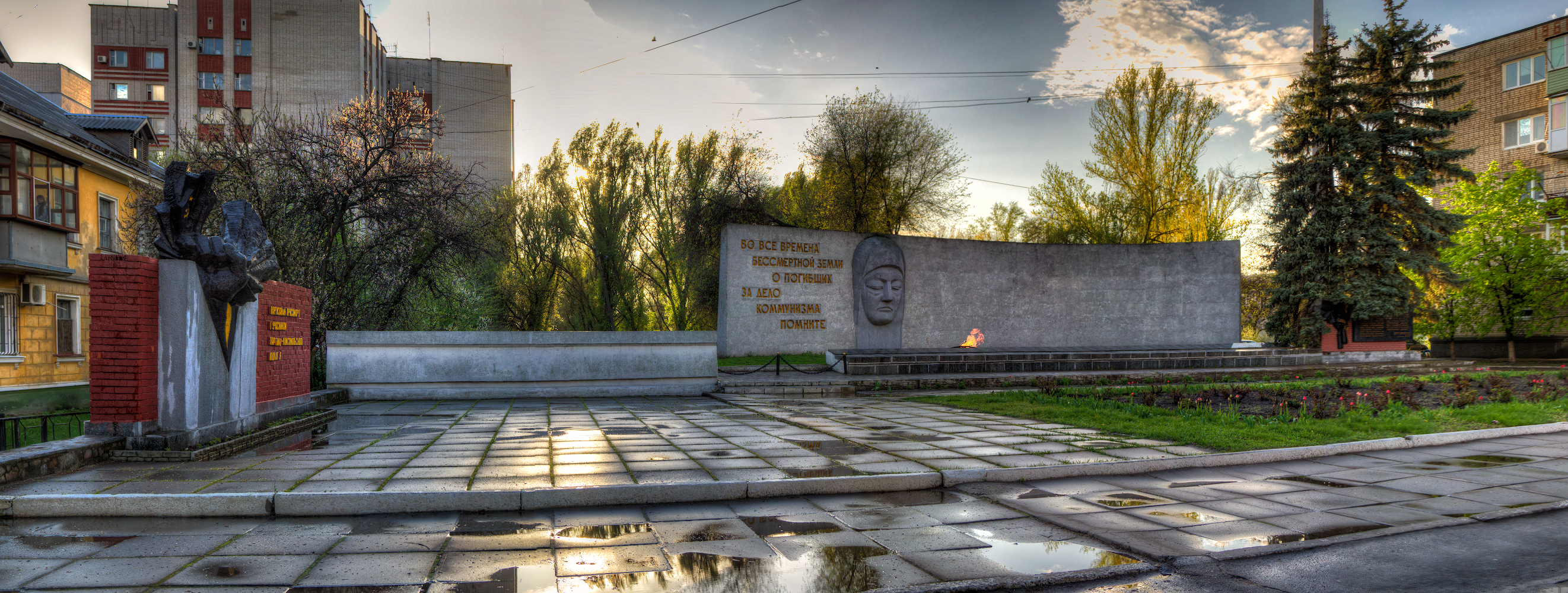
monument aux morts à la gloire éternelle classé[3],
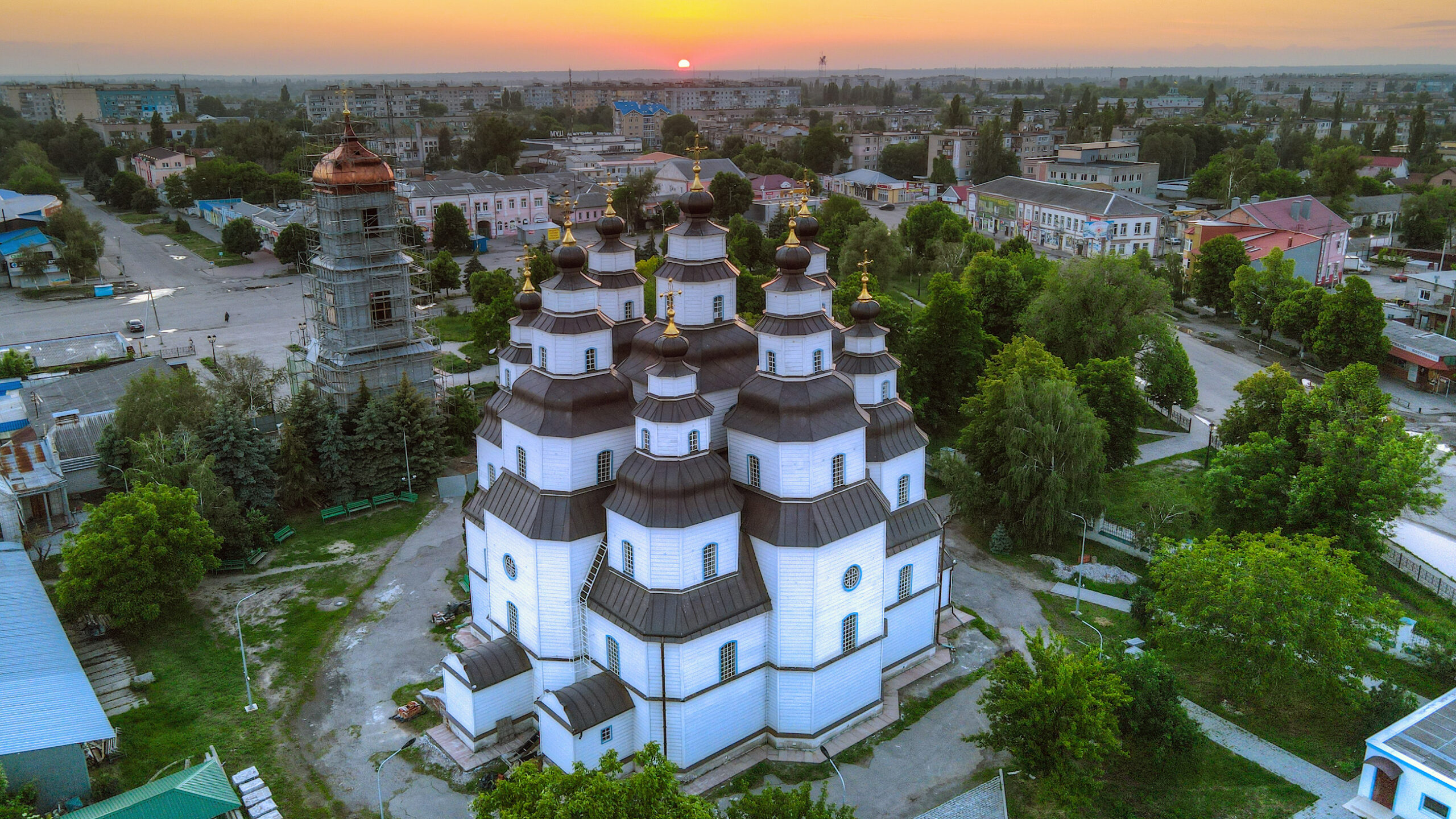
l'église de la Trinité classée[4],
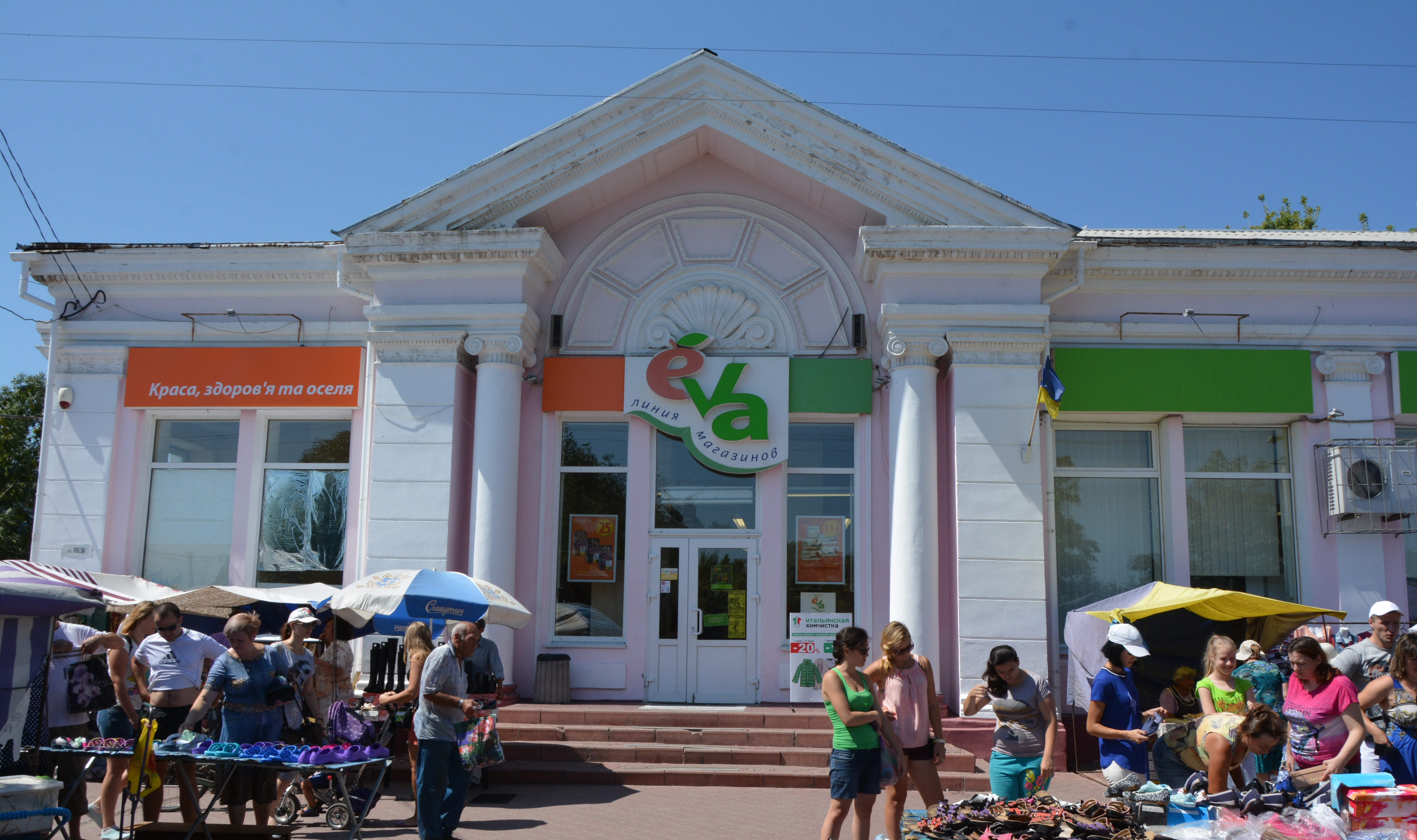
bâtiment néo-classique rue Chetchenko, classés[5].

## Économie
La principale entreprise de la ville est l'Usine de tubes Interpipe de Novomoskovsk ou Interpaïp Novomoskovski Troubny Zavod (en russe : Интерпайп Новомосковский трубный завод), qui fabrique des tubes soudés pour le pétrole, le gaz, l'eau et pour des applications industrielles ; elle emploie 2 450 salariés (2007). L'usine fait partie du groupe ukrainien Interpipe.

## Transports
Novomoskovsk se trouve sur la ligne de chemin de fer Kharkiv – Dnipro et sur la route Moscou – Crimée (route européenne 105).

## Personnalités liées
- Georges Alekseïev, grand chambellan de la cour impériale et citoyen d'honneur.